# Zgoda, Swiętochłowice
Zgoda (tiếng Đức: Eintrachthütte) là một quận ở phía nam của Świętochłowice, Silesian Voivodeship, miền nam Ba Lan. Năm 2013, nó có dân số 6.273 người.

## Lịch sử
Cho đến đầu thế kỷ 19, khu vực này được bao phủ bởi Rừng Đen của Bytom (tiếng Đức: Beuthener Schwarzwald, tiếng Ba Lan: Czarny Las), lần đầu tiên được đề cập vào năm 1369. Trong thế kỷ 19, có nhiều cơ sở công nghiệp được mở trong khu vực, bao gồm nhà máy thép Eintracht,  Eintrachthütte Đức vào năm 1839,  đến việc định cư, một phần hành chính của đô thị Friedenshütte, bây giờ là Nowy Bytom, một huyện của Ruda Slaska. Năm 1883, khu định cư trở thành trụ sở của một giáo xứ Công giáo La Mã mới.
Sau Thế chiến I, Cuộc nổi dậy của người Silesia và người plebiscite Thượng Silesia, nó đã trở thành một phần của Silesian Voivodeship, Cộng hòa Ba Lan thứ hai và được đổi tên thành Zgoda của Ba Lan. Vào ngày 1 tháng 1 năm 1920, nó được tách ra khỏi Nowy Bytom và sáp nhập vào Świętochłowice. Sau chiến tranh, nó đã được khôi phục lại là một phần của Ba Lan. Nhà thờ Saint Joseph ban đầu được thay thế bằng nhà thờ hiện đại vào năm 1931. Sau đó nó bị Đức Quốc xã thôn tính vào đầu Thế chiến II. Trong chiến tranh, đó là trụ sở của trại tập trung Eintrachthütte và sau cuộc chiến của trại lao động Zgoda.
Zgoda (Eintracht cũ) đã ngừng hoạt động vào năm 2008.